# Nkulunkulu Mnikati wetibusiso temaSwati
Nkulunkulu Mnikati wetibusiso temaSwati è l'inno nazionale dell'eSwatini. Il testo è stato scritto da Fanyana Simelane, mentre la musica è stata composta da David Rycroft. Il brano è stato adottato come inno nel 1968.